# کیم ته هی
این یک نام کره‌ای است؛ نام خانوادگی کیم است.
کیم ته هی (کره‌ای: 김태희؛ زادهٔ ۲۹ مارس ۱۹۸۰) بازیگر اهل کره جنوبی است و به عنوان یکی از زیباترین بازیگران کره جنوبی شهرت دارد.
او در درام‌های کره‌ای آیریس (۲۰۰۹)، پرنسس من (۲۰۱۱)، یونگ پال (۲۰۱۵) و سلام خداحافظ مامان! (۲۰۲۰) ایفای نقش کرده است. کیم ته هی به عنوان یکی از «ترویکا» در کنار سونگ هه-کیو و جون جی-هیون شناخته می‌شود و به صورت جمعی از آنها با سرواژهٔ «ته هه جی» یاد می‌شود.